# Anton de Ridder
Antonie (Anton) de Ridder (Amsterdam, 13 februari 1929 – Dettenheim (Duitsland), 9 juli 2006) was een Duitse lyrische tenor van Nederlandse komaf. Hij was bij de Duitse operahuizen van Karlsruhe en München benoemd tot Kammersänger.
Hij was zoon van werkman Antonie de Ridder en Jannetje Wolschrijn. De Ridder werd geboren in de Amsterdamse Jordaan, waar hij vanaf 1947 als diamantslijper werkte. In de slijperij werd veel gezongen en daar viel zijn goede zangstem op. Er werd hem geadviseerd zangles te nemen.
Die eerste lessen kreeg hij van coloratuursopraan Betsie de Vries, daarna had hij les van componist en zanger Herman Mulder aan de Volksmuziekschool in Amsterdam. In deze periode trad Anton al regelmatig op, onder andere bij de Tik-Tak koffie, de Thee Revue en bij Heck op het Rembrandtplein. In 1954 deed hij toelatingsexamen voor het Conservatorium van Amsterdam, kreeg een beurs en studeerde vervolgens bij Jan Keizer.
In 1956 ging hij in Duitsland werken. Zijn stem had zich inmiddels ontwikkeld tot een bijzonder fraaie lyrische tenor. Voor een dirigent als de Oostenrijker Karl Böhm was hij zelfs de eerste keus. Hij zong op advies van Alexander Krannhals ruim veertig jaar voor de Opera van Karlsruhe. Behalve daar verzorgde hij ook vele malen bij andere operahuizen gastoptredens, zoals bij die van München - gedurende meer dan 25 jaar -, Duisburg, Leipzig, Hamburg, Berlijn en Wenen. Daarnaast trad hij ook bij gelegenheid op voor de Nederlandse Opera Stichting. Hij zong tevens op de Festspielen van Bregenz, Bayreuth en Glyndebourne.
In 1969 was hij te horen op het podium van het Concertgebouw. Hij was één van de solisten in de uitvoering van de Symfonie nr.9 van Ludwig van Beethoven door het Concertgebouworkest onder leiding van Eugen Jochum. Het was zijn enige optreden met dat orkest.
In 1993 nam hij afscheid van het podium.
Anton de Ridder was gehuwd met de Duitse zangeres Gudrun Nierig, die overleed op 13 februari 2005. Zelf stierf hij, onverwacht, op 9 juli 2006 als 77-jarige in zijn woonplaats Dettenheim.
- Bibliothèque nationale de France: cb13961452z (data)
- CiNii: DA0987378X
- Gemeinsame Normdatei: 134497309
- International Standard Name Identifier: 0000 0001 1450 7433
- Library of Congress Control Number: n85369390
- MusicBrainz: 5982c42b-4fbe-4d95-b94e-352f7930a767
- Nationale Bibliotheek van Tsjechië: xx0073274
- Nationale Bibliotheek van Israël: 987007454049005171
- Nederlandse Thesaurus van Auteursnamen: 102970777
- Virtual International Authority File: 85777681
- WorldCat: E39PBJv4jX3h848vDDVcBrxFKd